# 팔경 (성경)
팔경(Octateuch, 옥타튜크, /ˈɒktətjuːk/, 고대 그리스어: ἡ ὀκτάτευχος, 로마자 표기: he oktateuchos)는 토라(모세오경)에 여호수아기, 사사기, 룻기로 구성된, 즉 성경의 처음 여덟 권의 책에 대한 전통적인 이름이다. 이 본문들은 70인역의 처음 여덟 권을 구성하며, 전통적인 기독교 성경에서 사용되는 순서를 제공한다. 이 순서는 유대인 성경의 마소라 본문의 순서와 상당히 다르다. 여기서 룻은 정경의 세 번째 부분인 케투빔의 일부로 간주되며 아가 다음에 나오는 다섯 메길로트 중 두 번째 부분이다.
에티오피아 베타 이스라엘 유대인 공동체도 단순히 오릿(Orit)이라고 부르는 옥타튜크(Octateuch), 즉 팔경을 사용한다.

## 같이 보기
- 성경 정경